# Daniel Stephan
Daniel Stephan (Duisburg, 3 de agosto de 1973) é um ex-handebolista profissional alemão.
Foi eleito melhor do mundo pela EHF em 1998.